# Romería de Santa Lucía

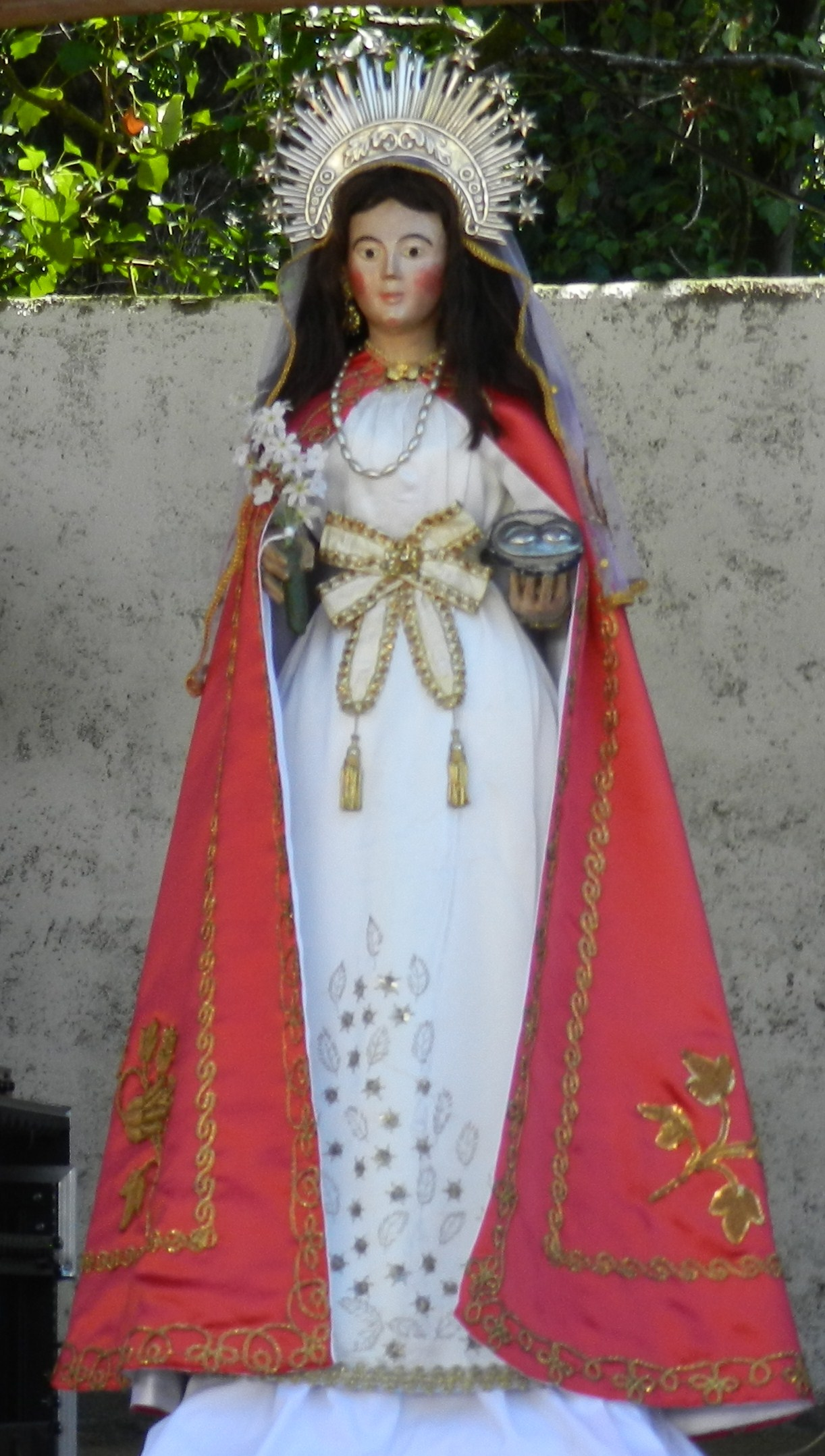
Imagen de Santa Lucía durante la misa campestre.

La Romería de Santa Lucía se celebraba en Santalla de Rei, en el municipio lucense de Puebla del Brollón, el penúltimo sábado de agosto en honor a Santa Lucía.
La fiesta se celebraba antiguamente el 26 de septiembre y seguía el 27. Era costumbre que vecinos de otras aldeas de la zona fueran a comer al campo de la fiesta de merienda. También era tradicional una actuación de los títeres "Barriga Verde". En los años 70 se cambió la fiesta a agosto porque normalmente llovía y fue cuando hubo actuaciones de cantantes muy conocidas como Ana Kiro (1976) o Karina. La romería era una de las fiestas de más importancia de todo el sur lucense.
Actualmente la fiesta se celebra el penúltimo sábado de agosto, que oscila entre los días 18 y 24 de este mes. Los principales actos son la procesión y la misa solemne. Por ser patrona de la vista es tradición que, durante la misa, los devotos le pasen paños a la santa por los ojos para que les conserve la vista.